# SAMHD1

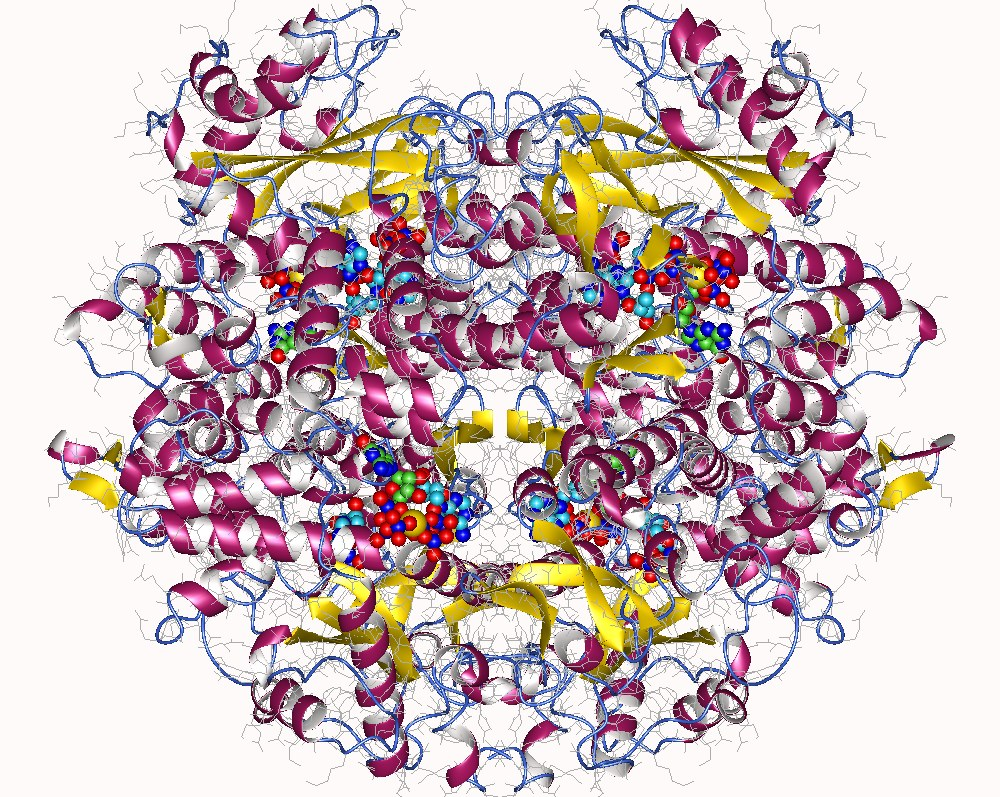
SAMHD1 dNTPase tetramer, Human.

SAMHD1  è una proteina umana codificata dal gene omonimo SAMHD1. Trattasi di una proteina enzimatica in grado di bloccare la replicazione del virus dell'HIV in cellule dendritiche, macrofagi e monociti. L'attività catalitica dell'enzima consiste nel convertire i nucleotidi alla corrispettiva forma di nucleosidi (ossia nucleotidi senza il gruppo fosfato), altresì detta attività fosfoidrolasica.
SAMHD1 impedisce quindi la replicazione del virus abbassando il livello di nucleotidi trifosfato, che sono necessari alla retrotrascrizione del cDNA virale.
Oltretutto recentemente si è scoperto che l'enzima possiede anche un'attività ribonucleasica, che è essenziale per inibire la replicazione virale. Infine, SAMHD1 possiede anche un'attività nucleasica.
Sono state identificate diverse mutazioni nel gene SAMHD1 che sono responsabili di una rara sindrome genetica chiamata sindrome di Aicardi-Goutières.